# Masataka Nomura
Masataka Nomura (japanisch 野村 政孝 Nomura Masataka; * 29. Juni 1991 in Setagaya) ist ein japanischer Fußballspieler.

## Karriere
Nomura erlernte das Fußballspielen in der Schulmannschaft der Nihon Gakuen High School und der Universitätsmannschaft der Komazawa-Universität. Seinen ersten Vertrag unterschrieb er 2014 bei Nagoya Grampus. Der Verein aus Nagoya spielte in der ersten japanischen Liga, der J1 League. Die Saison 2016 wurde er nach Akita an den Drittligisten Blaublitz Akita ausgeliehen. 2017 wechselte er zum Zweitligisten Roasso Kumamoto. Mit dem Verein aus der Präfektur Kumamoto spielte er zehnmal in der zweiten Liga. Am Ende der Saison 2018 stieg der Verein in die dritte Liga ab. Im Januar 2021 unterschrieb er in Numazu einen Vertrag beim Ligakonkurrenten Azul Claro Numazu.